# Jerry Reed
Pour les articles homonymes, voir Reed.
Jerry Reed Hubbard (né le 20 mars 1937 à Atlanta, Géorgie (États-Unis) et mort le 1er septembre 2008 à Nashville, Tennessee) est un chanteur américain, auteur-compositeur-interprète et guitariste de musique country qui est également acteur, producteur de cinéma et réalisateur.

## Biographie
Bien qu'ayant débuté très tôt la guitare il n'a pas de succès immédiat. Il est pourtant l'auteur des succès d'Elvis Presley Guitar Man et US Male et accompagne Elvis dans ces titres à la guitare mais tarde cependant à se produire en tant que tel. Il met des années à forger la personnalité qui transparaît dans ses compositions.
Le moment-clé qui lance sa carrière est la composition et l'interprétation de Amos Moses en 1970 où il verse dans les disques pop et country puis, When You're Hot, You're Hot qui passe sur toutes les radios country et pop américaines.
Guitariste d'exception, Chet Atkins lui décerne, en 1990, le titre de CGP (Certified Guitar Player) pour sa contribution au développement des techniques et du style fingerpicking. Le titre est décerné à quatre autres personnes dans le monde (John Knowles en 1996, Steve Wariner en 1997, Tommy Emmanuel en 1999 et Paul Yandell en 2011 (décerné par Merle Atkins Russell, fille de Chet Atkins)).
Il est, avec Chet Atkins, Merle Travis et Doc Watson l'un des mentors du guitariste virtuose français Marcel Dadi, qui lui a dédié une de ses compositions (Song For Jerry). Un style créé par Jerry consistant à appliquer la méthode du banjo sur une guitare.
Jerry Reed compose une multitude de belles mélodies comme A Thing Called Love, Blue Finger, Steeplechase Lane, The Claw, Kicky ou La Madrugada, reprises par quantité de grands guitaristes, entre autres Chet Atkins, Tommy Emmanuel, Marcel Dadi, John Standefer, Darrel Toney, Buster B. Jones, Richard Smith, Jean-Félix Lalanne.
Jerry est aussi un passionné de cinéma face à la caméra et tourne dans plusieurs films dont le trucking film Smokey and the Bandit de Hal Needham (avec Burt Reynolds, Sally Field, Paul Williams, ...). On peut également le voir dans Ramblin Man (Tom Selleck en vedette) ou la comédie The Survivors (avec Robin Williams et Walter Matthau).
Pour les fans guitaristes, mentionnons les ouvrages suivants contenant des transcriptions de quelques morceaux de Jerry :
- John Knowles : Jerry Reed - Heavy Neckin' (Mel Bel Publications, 1980)
- Craig Dobbins : The guitar Style of Jerry Reed (Hal Leonard, 1994), The Jerry Reed Collection (Craig Dobbins', 1999)
- Buster B. Jones: Guitar Styles and Techniques of Jerry Reed (DVD).

Autre livre qui retrace la carrière de Jerry Reed en tant que Musicien, Acteur, Show man :
Reedology A Jerry Reed Reference Guide:Mr Michael S Stevens (Auteur)
Jerry est décédé à l'âge de 71 ans. Il est enterré au Woodlawn Memorial Park and Mausoleum, Nashville, Davidson Country, Tennessee, USA

## Discographie
- 1967 : The Unbelievable Guitar and Voice of Jerry Reed (LSP-3756, LP Vinyle)
- 1968 : Nashville Underground (LSP-3978, LP Vinyle)
- 1968 : Alabama Wild Man (LSP-4069, LP Vinyle)
- 1969 : Better Things in Life (LSP-4147, LP Vinyle)
- 1969 : Jerry Reed Explores Guitar Country (LSP-4204, LP Vinyle)
- 1970 : Georgia Sunshine (LSP-4391, LP Vinyle)
- 1970 : Cookin'  (LSP-4293, LP Vinyle)
- 1970 : Me and Jerry (LSP-4396, LP Vinyle)
- 1970 : Nashville Rambler (INTS-1215, LP Vinyle)
- 1971 : When You're Hot, You're Hot (ANL1-1345, LP Vinyle)
- 1971 : Ko-ko Joe (LSP-4596, LP Vinyle)
- 1972 : Smell the Flowers (LSP-4660, LP Vinyle)
- 1972 : Jerry Reed
- 1972 : Me and Chet (ANL1-2167, LP Vinyle)
- 1972 : Oh what a Woman (CAS-2585, LP Vinyle)
- 1973 : Hot a' Mighty! (LSP-4838, LP Vinyle)
- 1973 : Lord, Mr. Ford (ACL-7076, LP Vinyle)
- 1973 : The Uptown Poker Club (APL1-0356, LP Vinyle)
- 1973 : Just to satisfy you (DRL1-0056, LP Vinyle)
- 1973 : I'm a lover not a fighter (JS-6127, LP Vinyle)
- 1974 : A Good Woman's Love (APL1-0544, LP Vinyle)
- 1974 : Tuppelo Mississipi Flash (ACL-0351, LP Vinyle)
- 1975 : Mind Your Love (APL1-0787, LP Vinyle)
- 1975 : Red Hot Picker (APL1-1226, LP Vinyle)
- 1976 : Both Barrels (APL1-1861, LP Vinyle)
- 1977 : Jerry Reed Rides Again (APL1-2346, LP Vinyle)
- 1977 : East Bound and Down (APL1-2516, LP Vinyle)
- 1978 : Sweet Love Feelings (APL1-2764, LP Vinyle)
- 1979 : Jerry Reed Live Featuring Hot Stuff! (AHL1-3453, LP Vinyle)
- 1979 : Half and Half (APL1-3359, LP Vinyle)
- 1980 : Jerry Reed sings Jim Croce (AHL1-3604, LP Vinyle)
- 1980 : Texas Bound and Flyin'  (AHL1-3771, LP Vinyle)
- 1981 : Dixie Dreams (AHL1-4021, LP Vinyle)
- 1982 : The Man with the Golden Thumb (AHL1-4315, LP Vinyle)
- 1982 : The Bird (AHL1-4529, LP Vinyle)
- 1983 : Ready (AHL1-4692, LP Vinyle)
- 1984 : My Best to You
- 1985 : Collector's series (AHL1-5472, LP Vinyle)
- 1985 : What Comes Around
- 1986 : Lookin' at You (ST-12492, LP Vinyle)
- 1995 : The Essential Jerry Reed
- 1995 : Flyin' High
- 1998 : Pickin'
- 2000 : Jerry Reed Visits Hit Row
- 2000 : Finger Dancing
- 2005 : Jerry Reed, Live Still!
- 2006 : Let's Git It On

## Filmographie

### Comme acteur
- 1969 : Harper Valley, U.S.A. (TV) : Host
- 1975 : W.W. and the Dixie Dancekings : Wayne
- 1976 : Gator de Burt Reynolds : Bama McCall
- 1977 : Nashville 99 (série TV) : Det. Trace Mayne
- 1977 : Cours après moi shériff (Smokey and the Bandit) : Cledus Snow / 'Snowman'
- 1978 : High-Ballin' : Duke
- 1979 : Hot Stuff : Doug von Horne
- 1979 : The Concrete Cowboys (TV) : J.D. Reed
- 1980 : Tu fais pas le poids, shérif! (Smokey and the Bandit II) : Cledus Snow / 'Snowman'
- 1981 : Concrete Cowboys (série TV) : J.D. (Jimmy Lee) Reed
- 1983 : Les Survivants (The Survivors) : Jack Locke
- 1983 : Smokey and the Bandit Part 3 : Cledus Snow / 'Bandit'
- 1985 : Stand Alone : Paramedic
- 1986 : What Comes Around
- 1988 : Air Force Bat 21 (Bat*21) : Col. George Walker
- 1998 : Waterboy (The Waterboy) : Coach Red Beaulieu

### Comme compositeur
- 1988 : Air Force Bat 21 (Bat*21)
- 1977 : Cours après moi shérif (Smokey and the Bandit)

### Comme producteur et réalisateur
- 1986 : What Comes Around

## Récompenses et distinctions

### Récompenses
- 1970 : Grammy : Best Country Instrumental Performance (Me and Jerry) : Artistes : Chet Atkins & Jerry Reed
- 1970 : CMA: Musician of the year
- 1971 : Grammy : Best Male Vocal Performance (When you're hot you're hot)
- 1971 : CMA: Musician of the year
- 1992 : Grammy : Best Country Instrumental Performance (Sneakin' around) : Artistes : Chet Atkins & Jerry Reed
- 2008 : Silver Helmet Award for Veterans Service

## À noter
- La chanson Amos Moses est reprise par Primus sur l'album Rhinoplasty (1998).